# بنيوناوية
البغنوناوية (الاسم العلمي: Bignonieae) هي قبيلة من النباتات تتبع فصيلة البنيونية من رتبة الشفويات.

## أجناس
- البغنونية
- المكفادينة